# Primeiro Distrito Militar

Mapa dos cinco distritos militares da Reconstrução
Primeiro Distrito Militar
Segundo Distrito Militar
Terceiro Distrito Militar
Quarto Distrito Militar
Quinto Distrito Militar

O Primeiro Distrito Militar (em inglês:  First Military District) do Exército dos EUA foi uma das cinco unidades administrativas temporárias do Departamento de Guerra dos EUA que existiram no Sul dos Estados Unidos. O distrito foi estipulado pelos Atos de Reconstrução durante o período da Reconstrução após a Guerra Civil Americana. Ele incluía apenas a Virgínia, e era o menor dos cinco distritos militares em termos de tamanho. O distrito foi sucessivamente comandado pelo brigadeiro-general John Schofield (1867–1868), coronel George Stoneman (1868–1869) e brigadeiro-general Edward Canby (1869–1870).

## Criação do Primeiro Distrito Militar
Em março de 1867, os republicanos radicais no Congresso ficaram frustrados com as políticas de reconstrução do presidente Andrew Johnson, que, eles acreditavam, permitiam que muitos ex-oficiais confederados ocupassem cargos públicos no Sul. Políticos do Partido Democrata politicamente empoderados que eram ex-confederados obstruíam os direitos civis dos afro-americanos recém-libertados. Para os republicanos, esses direitos, que permitiriam que a ideologia antebellum de abolição se traduzisse em liberdade real, eram essenciais.
Em resposta, os republicanos do Congresso aprovaram uma infinidade de projetos de lei promovendo políticas rígidas de reconstrução, conhecidas como Atos de Reconstrução, o mais importante dos quais sendo o Ato para Prover um Governo Mais Eficiente dos Estados Rebeldes. Este ato, aprovado em 2 de março de 1867, dividiu os antigos Estados Confederados (exceto o Tennessee, após ratificar a 14ª Emenda) em cinco distritos militares separados. Os Atos de Reconstrução exigiam que cada antigo estado confederado realizasse uma Convenção Constitucional, adotasse uma nova constituição estadual e ratificasse a 14ª Emenda antes de se juntar novamente à União. O ato designou a Virgínia como o Primeiro Distrito Militar (também conhecido como Distrito Militar nº 1).
Cada um desses distritos caiu sob o comando de antigos oficiais generais do Exército da União para supervisionar a substituição de antigos oficiais confederados indesejáveis e usar a força militar para garantir a segurança dos afro-americanos libertados e manter a paz. No entanto, logo ficou claro que os comandantes do exército nomeados só poderiam agir como mantenedores da paz até que o presidente revelasse uma política de Reconstrução adequada.
Os governadores militares que supervisionavam o Distrito Militar nº 1 eram o major-general Schofield, o major-general Stoneman e, finalmente, o brigadeiro-general Canby até que a Virgínia se juntou novamente à União em janeiro de 1870, o que encerrou oficialmente a Reconstrução na Virgínia.

## Sob o regime militar

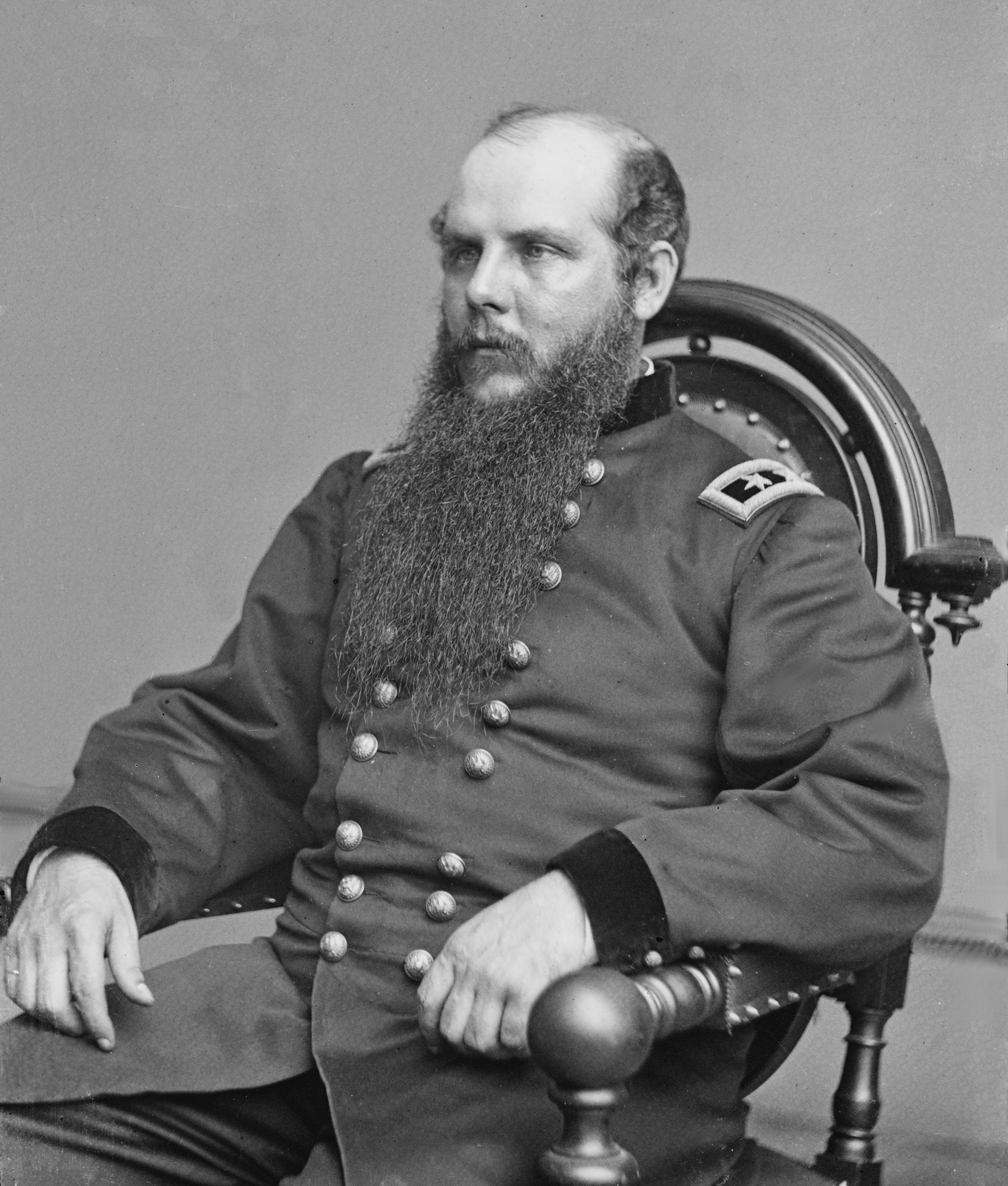
Major-general Schofield

### Sob o comando do general Schofield
O presidente Johnson nomeou primeiro o general John Schofield como o primeiro governador militar do distrito. Schofield comandou o Exército Federal de Ohio e serviu com o general William Tecumseh Sherman durante o último ano da guerra. Schofield simpatizava com os líderes sociais e econômicos da Virgínia e era cético em relação a propostas radicais para permitir que afro-americanos, a maioria dos quais tinha pouca ou nenhuma educação, votassem ou participassem da política. No entanto, ele devidamente emitiu ordens para registrar homens brancos e negros elegíveis e certificar-se de que a eleição fosse conduzida corretamente. Sob seu comando, os homens afro-americanos participaram voluntariamente da eleição da Assembleia Geral da Virgínia em 1867.

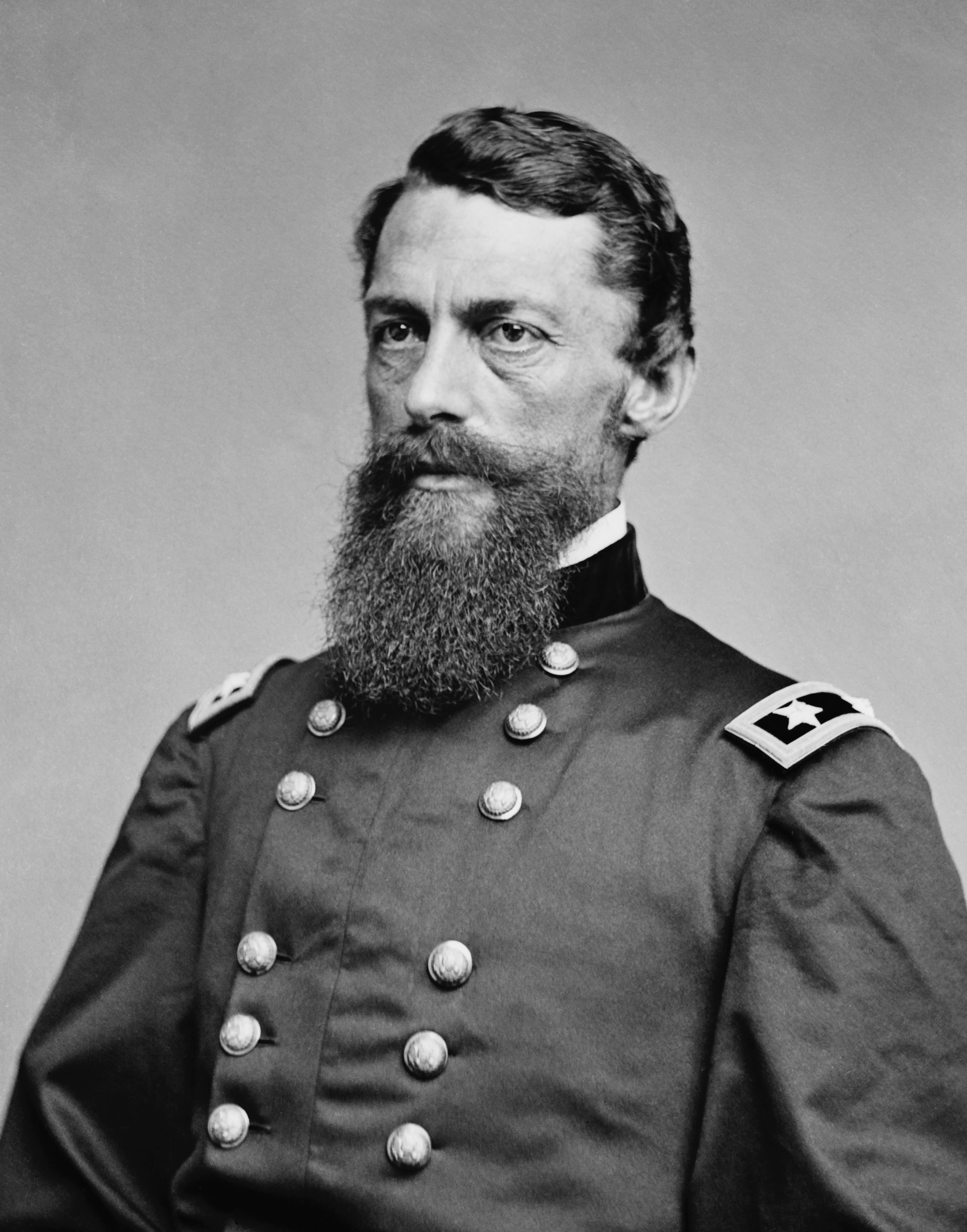
General de cavalaria Stoneman

### Sob o comando do general Stoneman

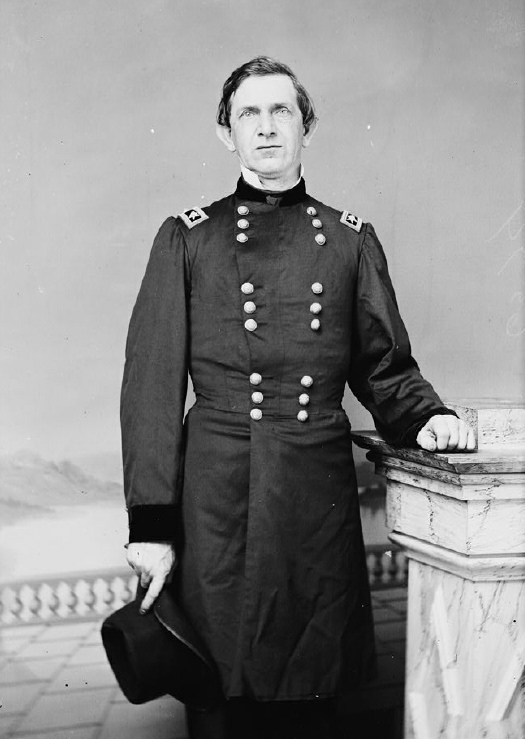
Major-general Canby

Depois que Schofield se tornou secretário de guerra sob Johnson no início de junho de 1868, seu vice-comandante na Virgínia, George Stoneman, o sucedeu. Ao contrário de seu antecessor, Stoneman resistiu aos esforços de reconstrução promulgados pelos republicanos do Congresso. Alinhando-se com o Partido Democrata, Stoneman buscou políticas mais moderadas do que os outros governadores militares, o que lhe rendeu apoio entre os virginianos brancos.

### Sob o comando do general Canby
O major-general Edward Canby foi designado para o Primeiro Distrito Militar em abril de 1869, servindo até setembro de 1870. Essa designação colocou Canby no centro dos conflitos entre republicanos e democratas, brancos e negros, e governos estadual e federal. Seu papel como governador militar foi concluído após a Virgínia ratificar as 13ª, 14ª e 15ª Emendas à Constituição dos EUA. Foi sob o mandato de Canby que um comitê de nove importantes políticos conservadores, sob a presidência de Alexander H. H. Stuart, negociou um acordo permitindo que os eleitores ratificassem a nova constituição estadual. Uma vez que republicanos e conservadores moderados dominaram a Assembleia Geral da Virgínia após sua eleição em 1869, as 14ª e 15ª Emendas foram ratificadas logo depois. A Virgínia foi readmitida na União em janeiro de 1870, encerrando assim a Reconstrução no estado e o mandato de Canby.

## Legado do regime militar

### Consequências imediatas

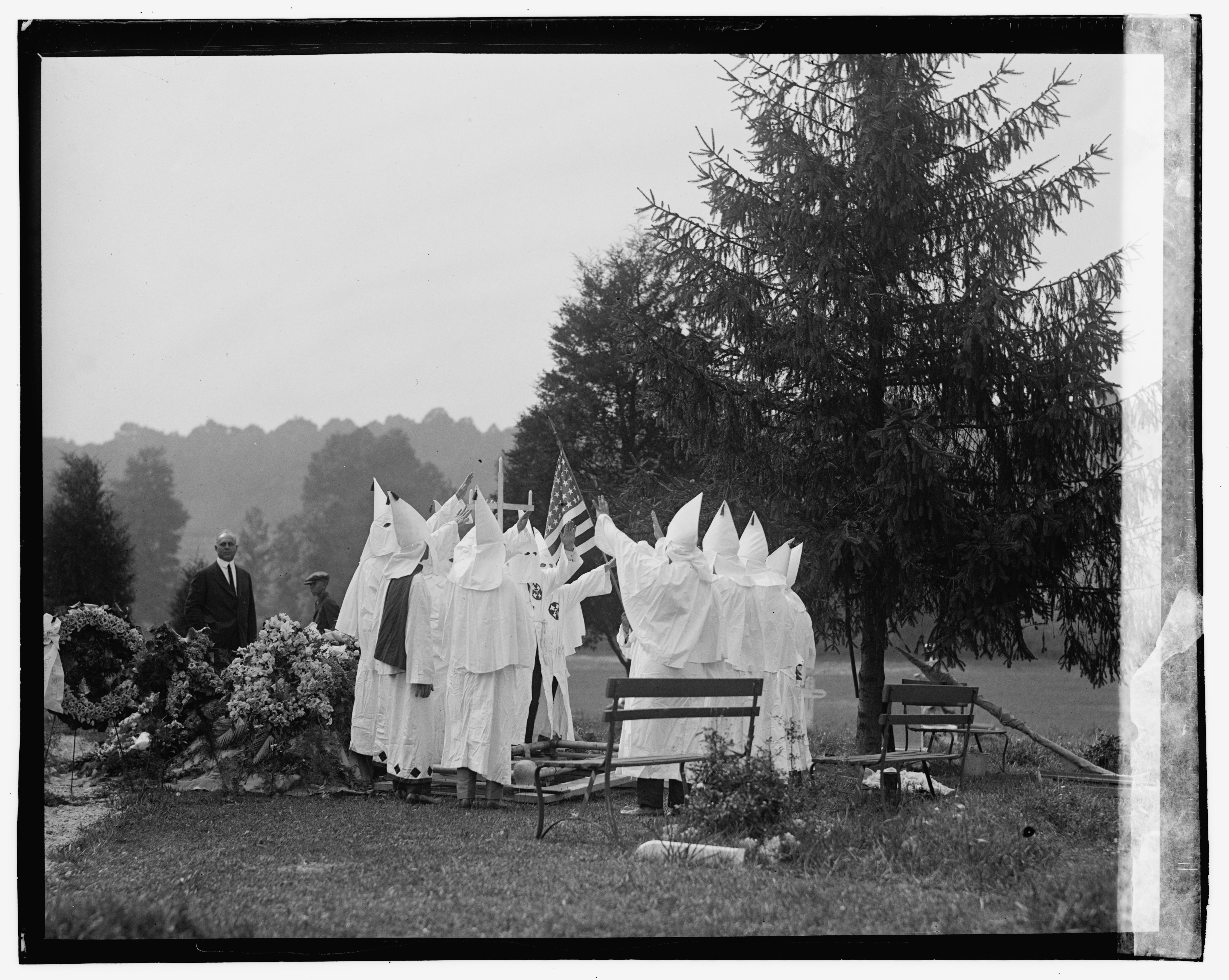
O fim do regime militar nos antigos estados confederados viu a ascensão da Ku Klux Klan, que trabalhou para resistir aos direitos civis dos afro-americanos e restaurar as ideologias confederadas.

O período de governo militar na Virgínia preservou para os afro-americanos algumas de suas garantias de cidadania duramente conquistadas. No entanto, a degradação desses direitos ocorreu logo após o fim do regime militar. Com sua readmissão à União, os comandantes distritais renunciaram a seus poderes sob os Atos de Reconstrução para as autoridades civis dentro de seus comandos. Portanto, os candidatos do Partido Conservador recuperaram o domínio sobre a legislatura estadual e devolveram a Virgínia ao controle dos líderes pré-guerra.

### Impacto sobre afro-americanos

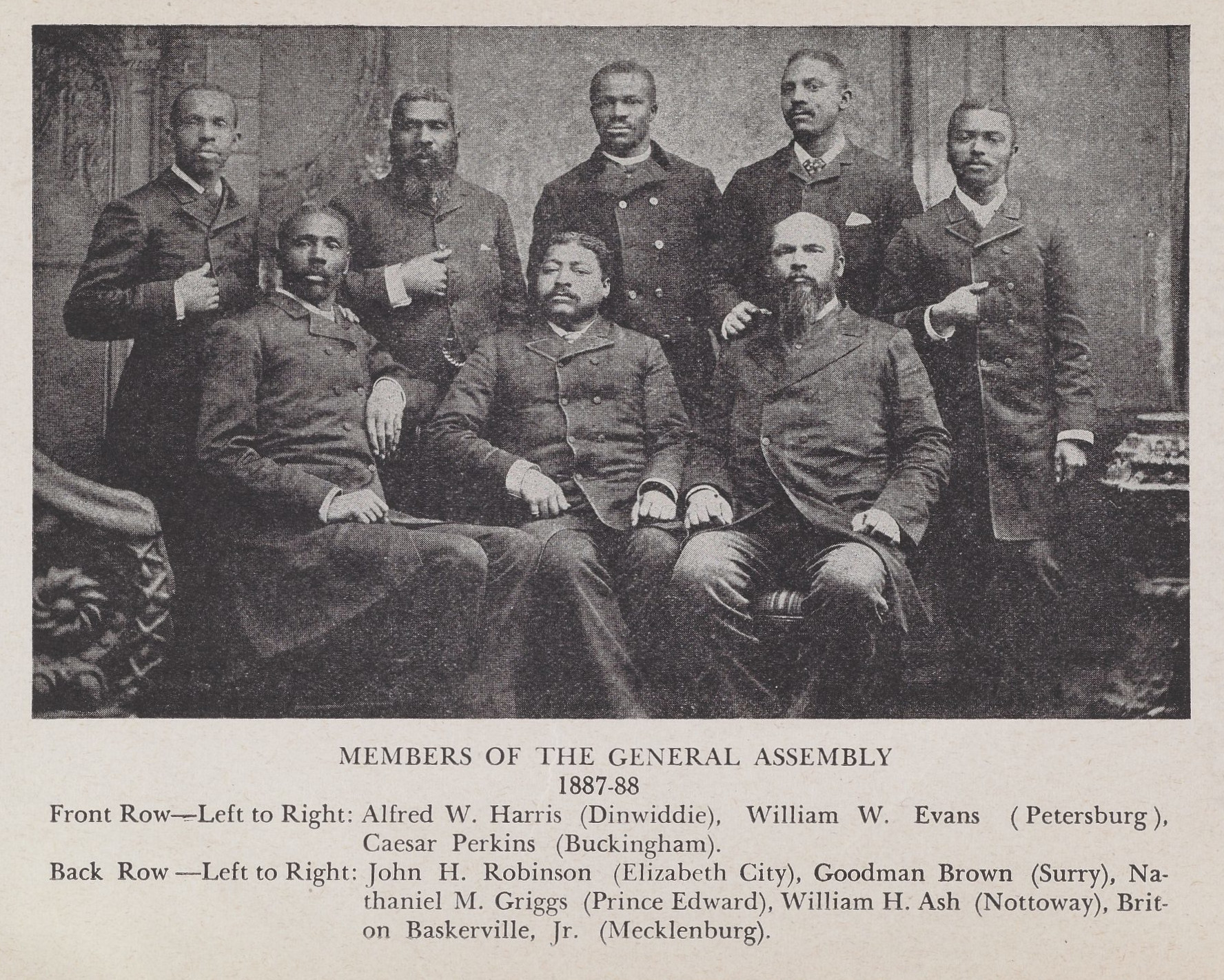
Membros afro-americanos da Assembleia Geral da Virgínia, apresentados em Negro Office Holders in Virginia, 1865–1895, de Luther Porter Jackson.

Durante o período após o regime militar, os afro-americanos apenas ganharam status de minoria na convenção constitucional, em qualquer casa da Assembleia Geral ou em escritórios do governo municipal ou de condados. No entanto, o direito constitucional dos afro-americanos de votar foi firmemente estabelecido sob o regime militar, o que levou à eleição de mais de vinte afro-americanos para a Assembleia Geral da Virgínia entre 1870 e 1875. Embora muitos desses líderes políticos afro-americanos após o fim do regime militar fossem um pouco mais ricos e tivessem mais educação do que outros afro-americanos, eles enfrentaram muitas das mesmas dificuldades e obstáculos que os homens que nasceram na escravidão. Eles trabalharam em empregos semelhantes a outros libertos, como mecânicos, fazendeiros e ministros. No entanto, esses primeiros líderes políticos afro-americanos na Virgínia usaram a garantia de sufrágio na 15ª Emenda para sua vantagem total e pavimentaram o caminho para futuros líderes e novas lutas por direitos iguais para seguir seus passos.